# Zulu (film)

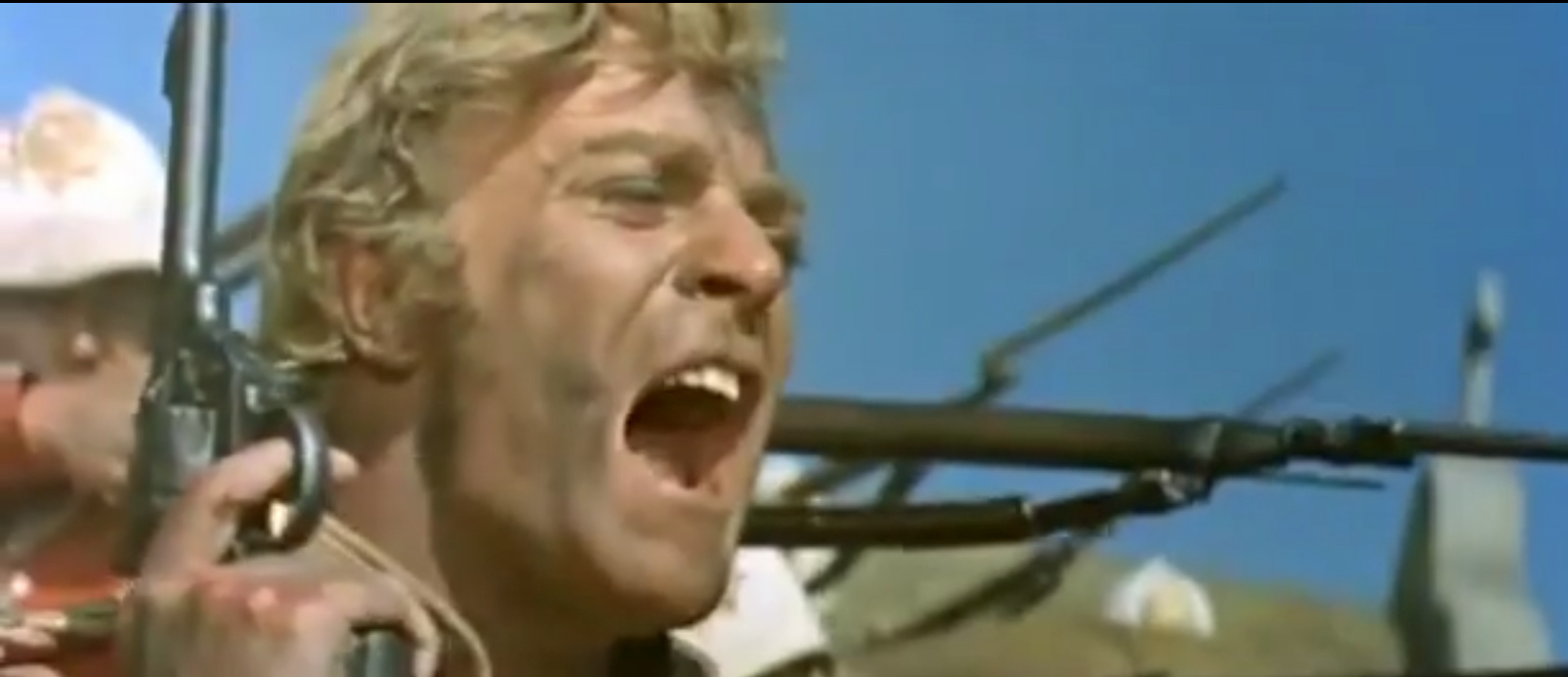
Michael Caine op een still uit de trailer

Zulu is een kleurenfilm uit 1964 onder regie van Cy Endfield.
Het scenario is gebaseerd op een historische gebeurtenis die de socialistische schrijver John Prebble in een artikel beschreef. Het verhaal speelt zich af tijdens de zogenaamde Zoeloe-oorlog van 1879: circa 100 Britse soldaten verdedigen de missiepost Rorke's Drift tegen een aanvalsmacht van naar schatting 4000 Zoeloekrijgers nadat eerder die dag een meer dan tien keer grotere Engelse legermacht bij Isandlwana onder de voet was gelopen door 20.000 Zoeloes. Aan de verdedigers werden 11 Victoria Crosses uitgereikt. De film is gedramatiseerd en kent anachronistische details, zoals te moderne geweren.
In de grote lijn is de film echter trouw aan de historie. De film heeft bij oppervlakkige beschouwing een racistische ondertoon; de Engelsen worden als individuen afgebeeld, de Zoeloe Impis blijven grotendeels anoniem kanonnenvoer. De film gaat echter met name over klassentegenstellingen tussen manschappen en officieren en de spanningen tussen Engelsen en Welshmen. De Zoeloes komen (als individuen) minder uit de verf, maar worden wel met enig respect neergezet.
De film is vastgelegd in Technirama. Regisseur Cy Endfield stond ten tijde van de productie op de zwarte lijst van Hollywood. Het was de eerste grote rol van Michael Caine die hem dadelijk internationale bekendheid gaf. Een andere opmerkelijke acteur is politicus Mangosuthu Buthelezi, die zijn overgrootvader als Zoeloekoning Cetshwayo belichaamde.

## Rolverdeling
| Acteur               | Personage                           |
| -------------------- | ----------------------------------- |
| Stanley Baker        | luitenant John Chard                |
| Michael Caine        | luitenant Gonville Bromhead         |
| Jack Hawkins         | de Zweedse missionaris Otto Witt    |
| Ulla Jacobsson       | Margareta Witt                      |
| Mangosuthu Buthelezi | Cetshwayo, koning van de Zoeloes    |
| James Booth          | soldaat Alfred Henry Hook           |
| Nigel Green          | sergeant Frank Bourne               |
| Ivor Emmanuel        | soldaat Owen                        |
| Paul Daneman         | sergeant Robert Maxfield            |
| Glynn Edwards        | korporaal William Wilson Allen      |
| Neil McCarthy        | soldaat Thomas                      |
| David Kernan         | soldaat Frederick Hitch             |
| Gary Bond            | soldaat Cole                        |
| Peter Gill           | soldaat John Williams               |
| Patrick Magee        | majoor chirurg James Henry Reynolds |